# Nochud
Nochud oder Nochod, auch Nechud, Nohud und Nachod, war ein persisches Massemaß. Nochud leitet sich vom Begriff Erbse ab.
- 1 Nochud = 4 Gandum (gandom, Weizenkorn: 0,048 Gramm) = 1/24 Miscal/Miskal (mesghāl) = 0,192 (oder 0,193) Gramm
- 24 Nochud = 1 Miskal = 4,608 Gramm
- 1 Nochud = 4 Gandum Weizen
  - 1 Gandum = 0,74 Grains